# Bacurio el Ibérico
Bacurio el Ibérico (en georgiano: ბაკურ იბერიელი ) fue un general romano y miembro de la familia real de Iberia (actual Georgia ) mencionado por varios autores grecorromanos de los siglos IV y V. Se acepta, pero no universalmente, que todos estos se refieren a la misma persona, un "rey" o "príncipe" iberio, que se unió a las filas militares romanas. La opinión académica está dividida sobre si Bacurio puede identificarse con uno de los reyes llamados Bakur (en georgiano: ბაკური), atestiguado en los anales georgianos medievales, que podrían haberse refugiado en territorios obtenidos por el Imperio Romano de Oriente durante las guerras romano-sasánidas en el Cáucaso.
El nombre Bacurio es la forma latina del griego Bakour (Βάκουρ), en sí mismo una variante del medio iraní Pakur, derivado del antiguo iraní bag-puhr ('hijo de un dios').
El nombre "Bakur" es la atestación georgiana (ბაკურ) y armenia (Ͳ 믴ւր) del Pakur iraní medio.
Amiano Marcelino, Rufino de Aquilea y Zósimo informan que Bacurio era "rey de los iberios", pero Gelasio de Cesarea no lo llama rey, sino simplemente vástago de los reyes de Iberia. Bacurio fue un tribuno sagittarii en la batalla de Adrianópolis con los godos en 378 y luego sirvió como dux de Palestina y comes domesticorum hasta 394, cuando se convirtió en magister militum y comandó un contingente "bárbaro" en la campaña del emperador Teodosio I (r. 379– 395) contra el usurpador romano Eugenio y encontró su muerte, según Zósimo, en la batalla del Frígido. Según Sócrates de Constantinopla, Bacurio también había luchado en la campaña anterior de Teodosio contra Magno Máximo.
Todas las fuentes contemporáneas son inequívocas al elogiar las habilidades militares y el coraje de Bacurio. Rufino, a quien Bacurio visitó varias veces en el Monte de los Olivos y le sirvió como fuente de cristianización de Iberia, describe al general como un cristiano piadoso, mientras que el retórico Libanio, con quien Bacurio mantuvo correspondencia, evidentemente lo considera un pagano y lo elogia, tanto como un soldado y un hombre de cultura. Las inscripciones georgianas más antiguas de Bir el-Qutt mencionan a Bacurio.